# Ауэрбах, Шарлотта
Шарлотта Ауэрбах (англ. Charlotte Auerbach; 14 мая 1899, Крефельд, Пруссия — 17 марта 1994, Эдинбург, Великобритания) — немецко-британский генетик еврейского происхождения, открыла одновременно с И. А. Раппопортом химический мутагенез.
Член Эдинбургского королевского общества (1949), Лондонского королевского общества (1957).

## Биография

### Образование, ранние годы
Происходила из семьи немецких ученых в двух поколениях. Отец, Фридрих Ауэрбах, был химиком, её дядя — физик, и её дедушка Леопольд Авербах — анатом. Высшее образование получила в Вюрцбургском, Фрайбургском и Берлинском университетах. Она училась и находилась под влиянием Карла Хайдера и Макса Гартмана в Берлинском, позднее Ханса Книпа в Вюрцбургском университете. После отлично сданных экзаменов по курсам биологии, химии и физики она решила стать преподавателем естествознания в частных средних школах и в 1924 году с отличием выдержала соответствующий экзамен. В 1924—1925 гг. она преподавала в школе в Гейдельберге и потом кратко в школе при университете Франкфурта, из которой она была уволена, вероятно, потому что была еврейкой. В 1928 году она поступила в аспирантуру Биологического института кайзера Вильгельма (Берлин-Далем) по физиологии развития к проф. Отто Мангольду. Но в 1929 году она прекратила работу над диссертацией у Мангольда. Ауэрбах сочла неприятной и диктаторской его манеру общения с аспирантами. В ответ на её предложение изменить направление её собственного исследования он ответил: «Вы моя ученица и делайте так, как я скажу. А то, что вы думаете, не имеет никакого значения!». Позже он вступил в нацистскую партию. После ухода из аспирантуры Ауэрбах снова преподавала биологию в нескольких школах в Берлине, пока нацистскими властями не был принят закон, запрещающий евреям преподавать в школах.

### Исследования в Эдинбурге
По совету матери в 1933 году она покинула Германию и переехала в Шотландию в Эдинбург. Там в 1935 году она получила докторскую степень в Институте генетики животных при Эдинбургском университете и оставалась связанной с этим институтом в течение всей своей научной карьеры. Вначале она работала ассистентом инструктора по генетике животных, в 1947 году она стала преподавателем, в 1967 году профессором генетики и в 1969 году почётным профессором (Professor emeritus).
Диссертация Ауэрбах была о развитии лапок у Drosophila. После защиты диссертации она стала личным ассистентом директора института Фрэнсиса Крю. Благодаря Френсису Кру Шарлотта познакомилась и вошла в активную группу исследователей. Кру приглашал в Эдинбург многих известных специалистов, включая Джулиана Хаксли, Дж. Б. С. Холдейна, и, что оказалось особенно важно для Шарлотты, Германа Джозефа Мёллера.
Мёллер, знаменитый генетик и исследователь мутагенеза, работал в Эдинбурге в 1938—1940 гг. и познакомил Ауэрбах с подходами к интересующей его проблеме. Первоначально, когда Кру предложил ей работать с Мёллером, Ауэрбах отказалась. Однако Мёллер, присутствовавший при разговоре, в котором Шарлотта перечила своему начальнику, заверил её, что он хотел бы работать только с теми людьми, которые сами заинтересованы в его исследованиях. Но поскольку Шарлотта интересуется тем, как работают гены, пояснил Мёллер, чтобы понять это, было бы важно разобраться с тем, что происходит, если гены мутируют. Это Шарлотту убедило. Позже она вспоминала: «Его энтузиазм в исследованиях мутаций был столь заразителен, что я с того самого дня полностью переключилась на их изучение. Я никогда об этом не пожалела».

### Основные достижения
Известность пришла к Шарлотте Ауэрбах после 1942 года, когда она обнаружила вместе с А. Дж. Кларком и Дж. М. Робсон, что иприт и ипритоподобные соединения способны повышать частоту мутаций у дрозофилы, и химическое воздействие вызывает появление полных и мозаичных мутантов через ряд поколений. Она изучала причины такой мозаичности, предмутационные потенциальные изменения в хромосомах, влияние физических и химических факторов на механизм мутаций. Шарлотта Ауэрбах открыла (одновременно с И. А. Рапопортом, 1946) мутагенное действие многих химических веществ. Выдвинула ряд гипотез о действии мутагенов и о причинах мутагенной специфичности. Она опубликовала 91 научную работу.

### Другие интересы
Помимо своей научной работы, она принимала участие в многочисленных музыкальных мероприятиях. Она поддержала Кампанию за ядерное разоружение, была ярым противником апартеида. В 1947 году она опубликовала книгу сказок под названием Adventures with Rosalind под псевдонимом Шарлотта Остин (Charlotte Austen).

### Личная жизнь
Шарлотта была единственным ребёнком у её родителей. В 1933 году, в возрасте 34 лет, она бежала в Шотландию из-за антисемитизма. Она так никогда и не вышла замуж и у неё не было собственных детей. Тем не менее, детей она очень любила, и как-то призналась друзьям, что она бы пожертвовала наукой ради собственной семьи. Неофициально она усыновила двух мальчиков. Первый, Майкал Оверн (Michael Avern), был сыном немецкоязычной компаньонки её пожилой матери. Она помогла воспитать Майкла и позже оставила ему свой дом в Эдинбурге. Другой, Анджело Алеччи (Angelo Alecci), происходил из бедной сицилийской семьи, и Фонд «Save the Children» соединил Шарлотту с ним. Кроме того, она заботилась о своей пожилой матери. В 1989 году, в возрасте 90 лет, она передала свой дом в Эдинбурге Майклу и переехала в «Дом Эббифилд» (Abbeyfield) на Грэндж Лоан (Grange Loan) в Эдинбурге, который находился в ведении церкви. Она скончалась там пять лет спустя, в 1994 году.
Помимо её выдающегося вклада в науку, Шарлотта Ауэрбах была исключительным человеком во многих других отношениях, окружавшие помнят её широкие интересы, независимость, скромность и кристальную честность. Она всегда чувствовала, что что-то упущено в её жизни, чувствовала, что другими людьми с семьями, подобно её двоюродной сестре, прожиты жизни куда богаче, чем её. В письме к ней она цитирует Эдуарда Мёрике «Wolltest mit Freuden mich nicht ueberschuetten, und wolltest mit Leiden mich nicht ueberschuetten» — (Вы не хотите излить на меня радость — и вы не хотите излить на меня страдание). Она писала, что ей не хватает чувства, что она самый любимый человек хоть для кого-то.

## Награды, почётные звания и отличия
- 1947 — премия Кейса (Keith) Эдинбургского королевского общества
- 1949 — член Эдинбургского королевского общества
- 1957 — член Лондонского королевского общества[4]
- 1968 — иностранный член Датской академии наук,
- 1970 — иностранный член Национальной академии наук США[10]
- 1975 — почётная степень Лейденского университета
- 1977 — медаль Дарвина Королевского общества
- Почётная степень Тринити-колледжа, Дублин
- Почётная степень Кембриджского университета
- 1982 — Prix de d’Institut de la Vie (Fond, Electricité de France)
- 1984 — премия Грегора Менделя Немецкого генетического общества
- 1984 — почётная ученая степень Университета Индианы, США

Однако самой значимой наградой для неё была телеграмма её героя, Германа Джозефа Мёллера, отправленная после того, как их первые поразительные результаты по мутантам были получены в июне 1941 года. Она гласила: «Мы в восторге от вашего важнейшего открытия, распахивающего величайшее поле для теоретической и практической деятельности. Поздравляю».

## Инцидент с Нобелевской премией
В 1946 году Нобелевскую премию по физиологии и медицине получил Герман Джозеф Мёллер за «открытие появления мутаций под влиянием рентгеновского излучения». Вполне логичным выглядело желание Нобелевского комитета в 1962 году отметить и первооткрывателей химического мутагенеза Шарлотту Ауэрбах и Иосифа Рапопорта. Но, как предполагают, Нобелевский комитет, испуганный острой реакцией советских властей на присуждение премии Б. Л. Пастернаку, решил проявить дипломатичность и выяснить заранее, каково будет мнение о присуждении премии опальному генетику Рапопорту. И. А. Рапопорта вызвали в отдел науки ЦК КПСС и предложили подать заявление о восстановлении в партии для того, чтобы власти не возражали против присуждения ему премии. (Рапопорт вступил в КПСС на фронте в 1943 году и был исключён в 1949 г. за несогласие с выводами сессии ВАСХНИЛ 1948 года). Подавать такое заявление Рапопорт отказался. В результате за открытие химического мутагенеза премия вообще не была присуждена, и, таким образом, без награды остался не только советский ученый, но и его коллега из Эдинбурга.
Ауэрбах специально приезжала в Москву, чтобы познакомиться с И. А. Рапопортом. Они также тепло общались на международной конференции в Брно, посвященной столетию Менделя, в 1965.

## Научные труды

### Книги

#### На русском языке:
- Ауэрбах Шарлотта. Генетика в атомном веке. Атомиздат: 1959. 77 с. Тираж: 22 000; Изд. 2-е Атомиздат: 1968. 88 с.
- Ауэрбах Ш. Генетика. Атомиздат: 1966. 322 с. Тираж: 100 000; Изд. 2-е Атомиздат: 1968. 280 с. Тираж: 120 000
- Ауэрбах Ш. Наследственность. Атомиздат, 1969 Тираж: 200 000;
- Ауэрбах Ш. Проблемы мутагенеза. 1978

#### На английском языке:
- Auerbach C, 1961, 1964. The Science of Genetics. New York, Harper & Row.
- Auerbach C, 1965. Notes for Introductory Courses in Genetics. Edinburgh: Kallman.
- Auerbach C, 1976. Mutation Research: Problems, Results and Perspectives. London: Chapman & Hall.

### Избранные статьи
- Auerbach C, Robson J. M., 1946. Chemical Production of Mutations. Nature 157 P. 302.
- Auerbach C, Robson J. M., Carr J. G., 1947. Chemical Production of Mutations. Science 105:243-247.
- Auerbach C, 1960. Hazards of Radiation. Nature 189:169.
- Auerbach C, 1961. Chemicals and their effects. In: Symposium on Mutation and Plant Breeding, National Research Council Publication 891, 120—144. Washington DC: National Academy of Sciences.
- Auerbach C, 1962. Mutation: An introduction to research on Mutagenesis. Part I. Methods. Edinburgh: Oliver & Boyd.
- Auerbach C, 1962. The production of visible mutations in Drosophila by clorethylmethanesulfonate. Genetical Research 3:461-466.
- Auerbach C, D. S. Falconer, J. A. Isaacson 1962. Test for sex-linked lethals in irradiated mice. Genetical Research 3: 444—447.
- Auerbach C, 1963. Stages in the cell cycle and germ cell development. In: Radiation effects in Physics, Chemistry and Biology, edited by Ebert M & A Howard, 152—168. Chicago Year Book Medical.
- Auerbach C, 1966. Chemical induction of recessive lethals in Neurospora crassa. Microbial Genetics Bulletin 17:5.
- Auerbach C, 1966. Drosophila tests in pharmacology. Nature 210:104.
- Auerbach C, 1967. The chemical production of mutations. Science 158:1141-1147.
- Auerbach C, D. Ramsey, 1967. Differential effect of incubation temperature on nitrous acid-induced reversion frequencies at two loci in Neurospora. Mutation Research 4:508-510.
- Auerbach C, 1970. Remark on the 'Tables for determining statistical significance of mutation frequencies'. Mutation Research 10:256.
- Auerbach C, D. Ramsey, 1970. Analysis of a case of mutagen specificity in Neurospora crassa. II Interaction between treatments with diepoxybutane (DEB) and ultraviolet light. Molecular and General Genetics 109:1-17.
- Auerbach C, 1970. Analysis of a Case of mutagen specificity in Neurosopra crassa III. Fractionated treatment with diepoxybutane (DEB). Molecular and General Genetics 109:285-291.
- Auerbach C, B. J. Kilbey 1971. Mutation in eukaryotes. Annual Review of Genetics 5:163-218.
- Auerbach C, D. Ramsay 1971. The problem of viability estimates in tests for reverse mutations. Mutation Research 11:353-360.
- Auerbach C, 1973. Analysis of the storage effect of diepoxybutane (DEB). Mutational Research 18:129-141.
- Auerbach C, M. Moutschen-Dahmen, J. Moutschen, 1977. Genetic and cytogenetic effects of formaldehyde and related compounds. Mutation Research 39:317-362.
- Auerbach C, 1978. A pilgrim’s progress through mutation research. Perspectives in Biology and Medicine 21:319-334.